# Gorno Pesztene
Gorno Pesztene (bułg. Горно Пещене) – wieś w Bułgarii, w obwodzie Wraca, w gminie Wraca. W 2024 roku liczyła 390 mieszkańców.